# Peja
Peja (albanska: Pejë med böjningsformen Peja; serbiska: Пећ, Peć) är en stad i västra Kosovo. Peja är beläget i de nordalbanska alperna. Staden är huvudsäte för kommunerna i västra delen av landet.

## Historia
Peja är och var ett religiöst centrum för de ortodoxa serberna. Efter den osmanska annexionen utvandrade många serber under senare delen av ockupationen till de norra delarna av Serbien. Huvuddelen av befolkningen är i dag albaner och huvudsakligen muslimer.
Peja var med vissa avbrott särskilt viktigt som ett religiöst centrum mellan åren 1253 och 1766; det var huvudsäte för den serbiska ortodoxa kyrkan.
Klostret i Deçani (uppförd mellan 1327 och 1335) är sedan 2004 upptaget på Unescos världsarvslista. Det har mer än ett tusental fresker i förvar.

## Kultur
Peja är känt för att vara ett kulturellt centrum med anor från medeltiden till modern tid. Däribland gymnasiet för konst är beläget i staden, landets enda med sådan inriktning.
Staden är hemstad för flera framgångsrika entreprenörer i Kosovo. Flera av de största företagen har sitt säte i staden, däribland Birra Peja, landets största öltillverkare.

## Demografi
Befolkningen i staden är runt 60 000 invånare och i kommunen 95 723 invånare. Majoriteten är albaner; bland minoriteter märks bland andra serber, bosniaker, romer och ashkali i huvudsak som i resten av landet.

## Bilder

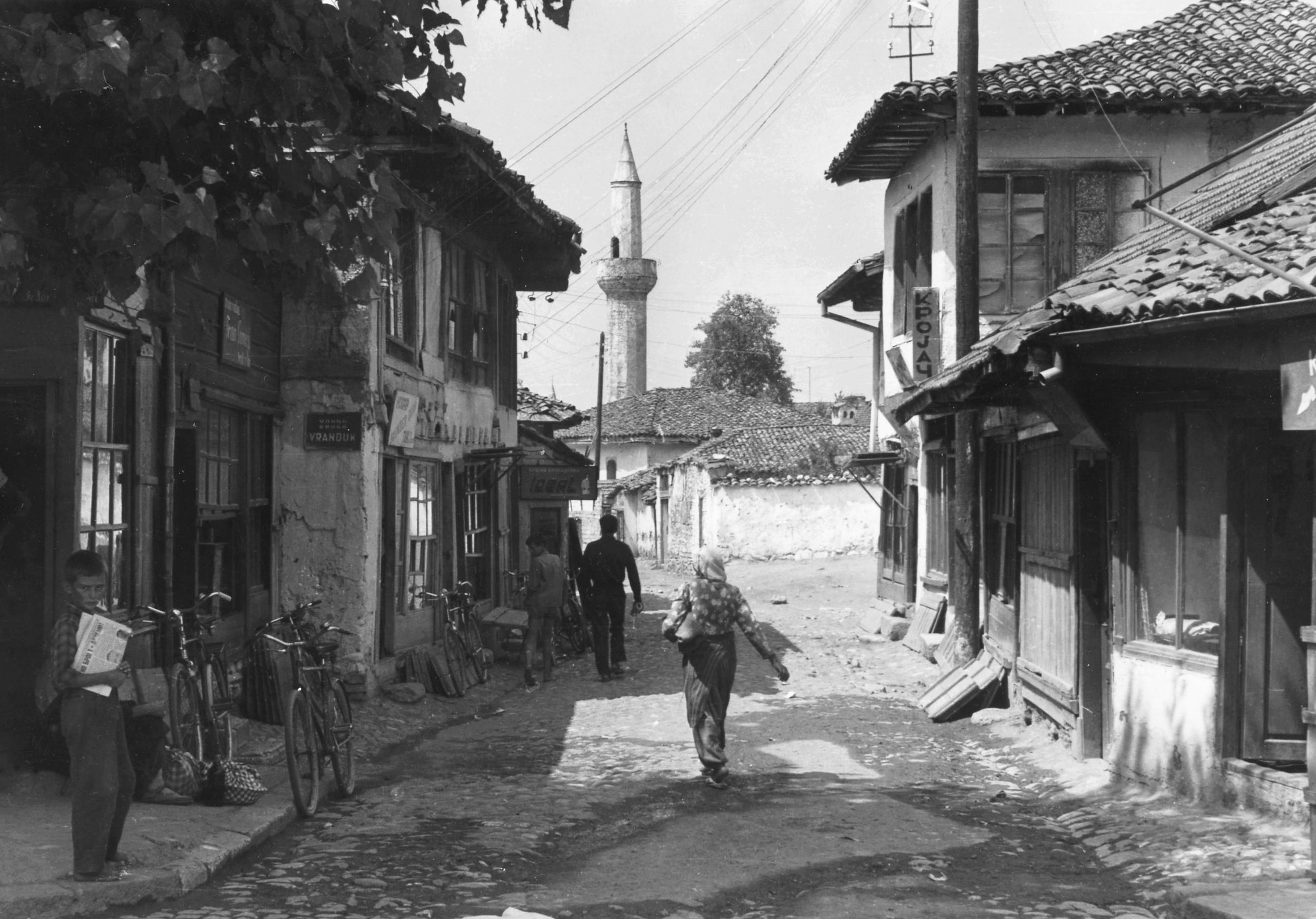
Gata i Peja med Bajrakli moskén i bakgrunden, 1966
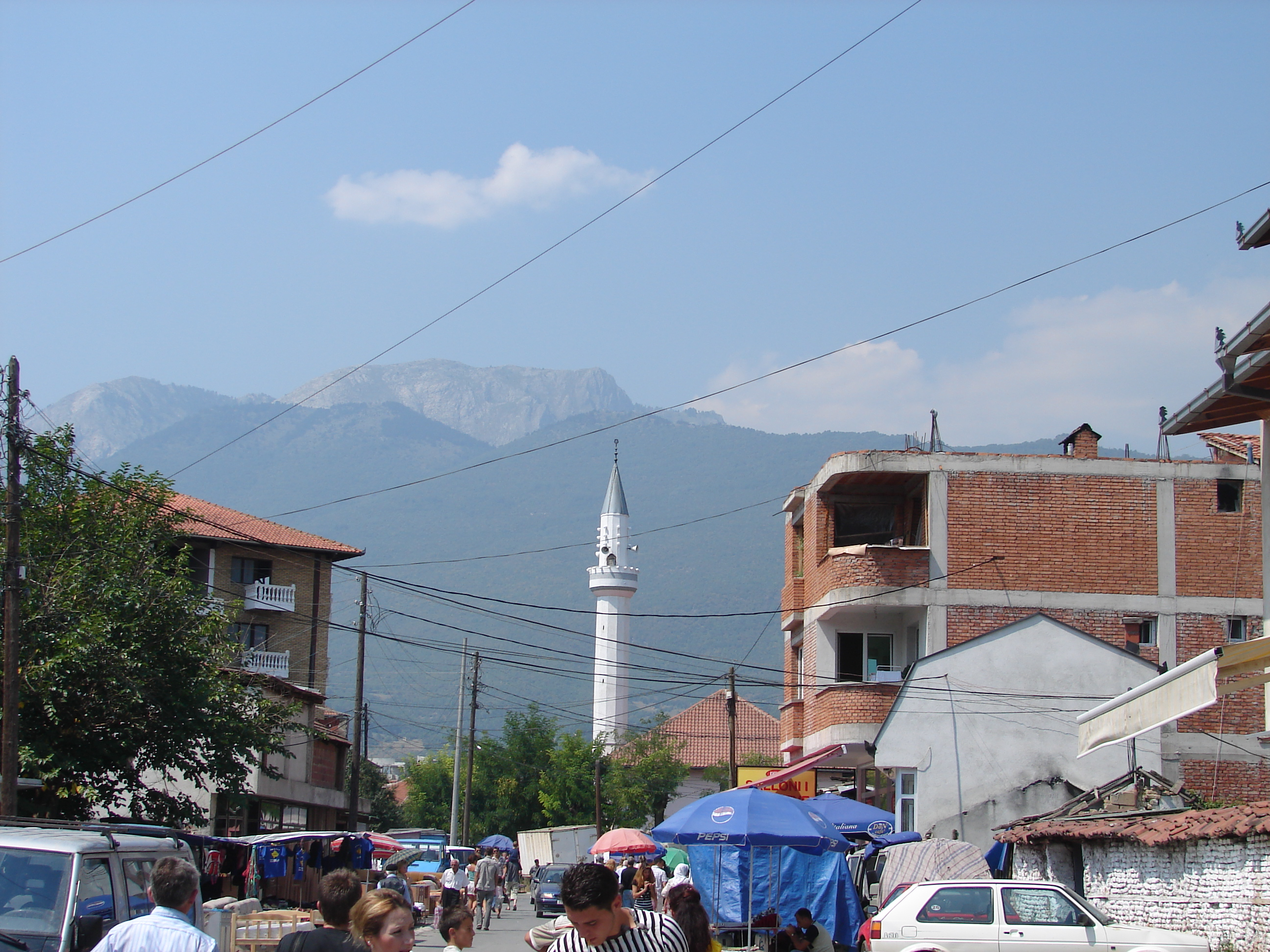
Gata i Peja med Bajrakli moskén i bakgrunden, 2008
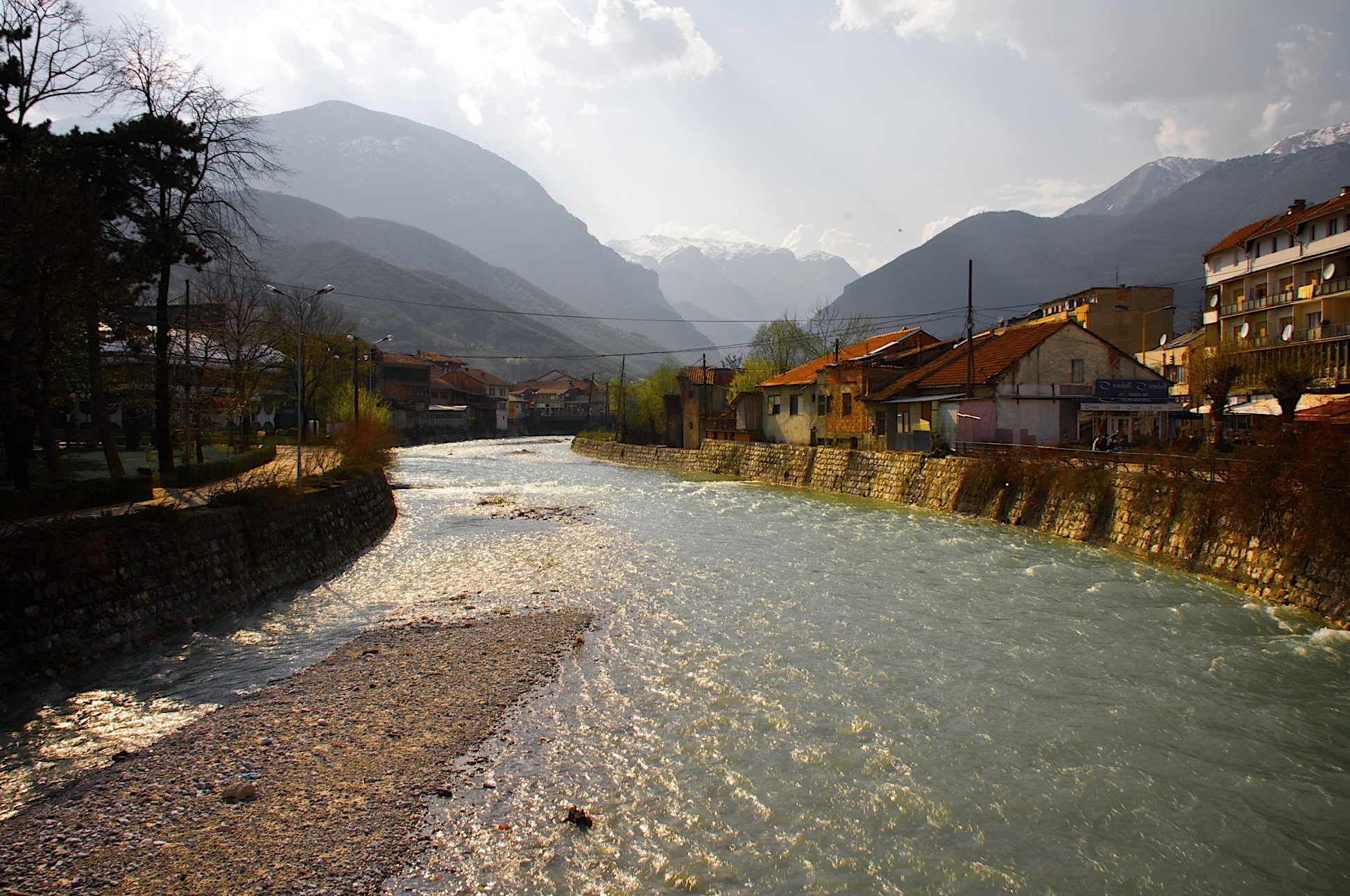
Floden Lumi i bardh, 2009